# El Carmen (Équateur)
El Carmen est une ville située en Équateur, dans la province de Manabí. Elle est la capitale du canton de El Carmen.

## Géographie
La population de la ville était de 33 382 habitants au recensement de 2001.